# Adulské Alpy
Adulské Alpy (italsky Adula) je pohoří ležící ve Švýcarsku v kantonu Ticino. Pohoří je mezi turisty poměrně málo známé a v odborné literatuře je udáváno jako nejvýchodnější masiv Západních Alp. Nejvyšším vrcholem je monumentální, zaledněný vrchol Rheinwaldhorn (3402 m). V Itálii se název Adula používá pouze pro samotný vrchol Rheinwaldhorn a pohoří se připisuje k Lepontským Alpám.

## Poloha
Pohoří zaujímá plochu 2100 km². Na severu a východě je pohoří ohraničeno přítoky Rýnu (Zadní Rýn, Přední Rýn). Podél toku řeky Moesa se táhne k jihu přes silniční sedlo Splügenpass (2113 m) až do hlavního města kantonu Ticino - Bellinzony. Západní hranici masivu tvoří údolí řeky Brenno a sedlo Lukmanierpass (1914 m), jenž jej oddělují od pohoří Gotthard.

## Členění
Pohoří se rozděluje do devíti samostatných skupin, které jsou dány většinou jen samostatnými vrcholy nebo jejich blízkým okolím.

### Nejvyšší vrcholy
- Rheinwaldhorn (3402 m)
- Guferhorn (3381 m)
- Lentahorn (3237 m)
- Vogelberg (3218 m)
- Zapporthorn (3180 m)
- Piz Terri (3149 m)
- Pizzo Cassimoi (3129 m)
- Bruschghorn (3054 m)
- Lorenzhorn (3048 m)
- Chilchalphorn (3040 m)
- Pizzas d'Anarosa (3000 m)
- Piz Beverin (2997 m)
- Pizzo Muccia (2968 m)